# Dérogation
Une dérogation est une exception à l'application d'une règle d'origine contractuelle, légale ou administrative.

## Description

### Droit civil et droit canon
On peut voir la dérogation à une règle en opposition à l'abrogation ou abolition totale de cette règle.  Le terme est utilisé autant en droit civil qu'en droit canon. Il est parfois communément employé pour signifier abrogation, comme dans la maxime juridique : Lex posterior derogat priori, i.e. une loi subséquente implique l'abolition d'une loi plus ancienne.
La dérogation diffère de la dispense en ce qu'elle s'applique à la loi elle-même, alors que la dispense s'applique à des personnes spécifiques affectées par la loi.

### Droit de l'Union européenne
Dans le contexte de la législation de l'Union européenne, une dérogation peut aussi impliquer qu'un État membre reporte la prise d'effet d'un élément de la réglementation dans son système de droit ou qu'un État membre a choisi de ne pas appliquer une règle spécifique d'un traité à cause de circonstances internes (généralement un état d'urgence).

### Droit canadien
En droit constitutionnel canadien, l'article 33 de la Charte canadienne des droits et libertés est surnommé la disposition de dérogation (ou clause nonobstant) car elle permet au législateur de déroger à des règles constitutionnelles relatives à des droits fondamentaux comme le droit à l'égalité, la liberté d'expression ou de religion ainsi que les droits relatifs à la procédure pénale. L'invocation de la clause dérogatoire permet au législateur de revenir à un régime quasi-intégral de souveraineté parlementaire tel qu'il existait avant l'adoption de la Charte canadienne des droits et libertés en 1982.